# Leptogenys iridescens
Leptogenys iridescens is een mierensoort uit de onderfamilie van de Ponerinae. De wetenschappelijke naam van de soort is voor het eerst geldig gepubliceerd in 1857 door Smith.